# Lijst van gemeenten in Amasya
Onderstaande lijst bevat alle gemeenten (2000) in de Turkse provincie Amasya.
| District     | Gemeente     |
| ------------ | ------------ |
| Amasya       | Amasya       |
| Amasya       | Aydınca      |
| Amasya       | Doğantepe    |
| Amasya       | Ezinepazar   |
| Amasya       | Uygur        |
| Amasya       | Yassıçal     |
| Amasya       | Yeşilyenice  |
| Amasya       | Ziyaret      |
| Göynücek     | Damlaçimen   |
| Göynücek     | Gediksaray   |
| Göynücek     | Göynücek     |
| Gümüşhacıköy | Gümüş        |
| Gümüşhacıköy | Gümüşhacıköy |
| Hamamözü     | Hamamözü     |
| Merzifon     | Kayadüzü     |
| Merzifon     | Merzifon     |
| Suluova      | Eraslan      |
| Suluova      | Suluova      |
| Taşova       | Akınoğlu     |
| Taşova       | Alpaslan     |
| Taşova       | Ballıdere    |
| Taşova       | Belevi       |
| Taşova       | Boraboy      |
| Taşova       | Çaydibi      |
| Taşova       | Destek       |
| Taşova       | Esençay      |
| Taşova       | Özbaraklı    |
| Taşova       | Taşova       |
| Taşova       | Uluköy       |